# ديفيد إتش. سيمونز
ديفيد إتش. سيمونز هو سياسي أمريكي، ولد في 13 يونيو 1952 في ناشفيل في الولايات المتحدة. نشط حزبياً في Republican Party of Florida ‏ والحزب الجمهوري. وقد انتخب عضو مجلس ولاية فلوريدا ‏ وانتخب عضو مجلس نواب فلوريدا ‏.